# Salakkasaari (ö i Birkaland)
Salakkasaari är en ö i Finland. Den ligger i sjön Jalanti och i kommunen Ackas i den ekonomiska regionen  Södra Birkaland och landskapet Birkaland, i den södra delen av landet, 130 km nordväst om huvudstaden Helsingfors. Öns area är 0,1 hektar och dess största längd är 60 meter i sydöst-nordvästlig riktning.